# (9627) 1993 LU1
A (9627) 1993 LU1 a Naprendszer kisbolygóövében található aszteroida. Henry Holt fedezte fel 1993. június 15-én.